# Peyzieux-sur-Saône
Peyzieux-sur-Saône ist eine französische Gemeinde im Département Ain in der Region Auvergne-Rhône-Alpes. Sie gehört zum Kanton Châtillon-sur-Chalaronne im Arrondissement Bourg-en-Bresse.

## Lage
Die Gemeinde Peyzieux-sur-Saône liegt am Westrand der Seenlandschaft Dombes an der Saône, die hier die Grenze zum Département Rhône markiert, 16 Kilometer nordnordöstlich von Villefranche-sur-Saône. Die Nachbargemeinden sind Mogneneins im Norden, Saint-Étienne-sur-Chalaronne im Nordosten, Valeins im Osten, Chaneins im Südosten, Montceaux und Guéreins im Süden, Genouilleux und Taponas (Berührungspunkt) im Südwesten sowie Dracé im Nordwesten. Im Osten des Gemeindegebietes verläuft die Eisenbahn-Hochgeschwindigkeitsstrecke LGV Sud-Est.

## Bevölkerungsentwicklung
| Jahr                       | 1962 | 1968 | 1975 | 1982 | 1990 | 1999 | 2011 | 2021 |
| -------------------------- | ---- | ---- | ---- | ---- | ---- | ---- | ---- | ---- |
| Einwohner                  | 218  | 223  | 204  | 219  | 245  | 337  | 517  | 666  |
| Quellen: Cassini und INSEE |      |      |      |      |      |      |      |      |

## Sehenswürdigkeiten

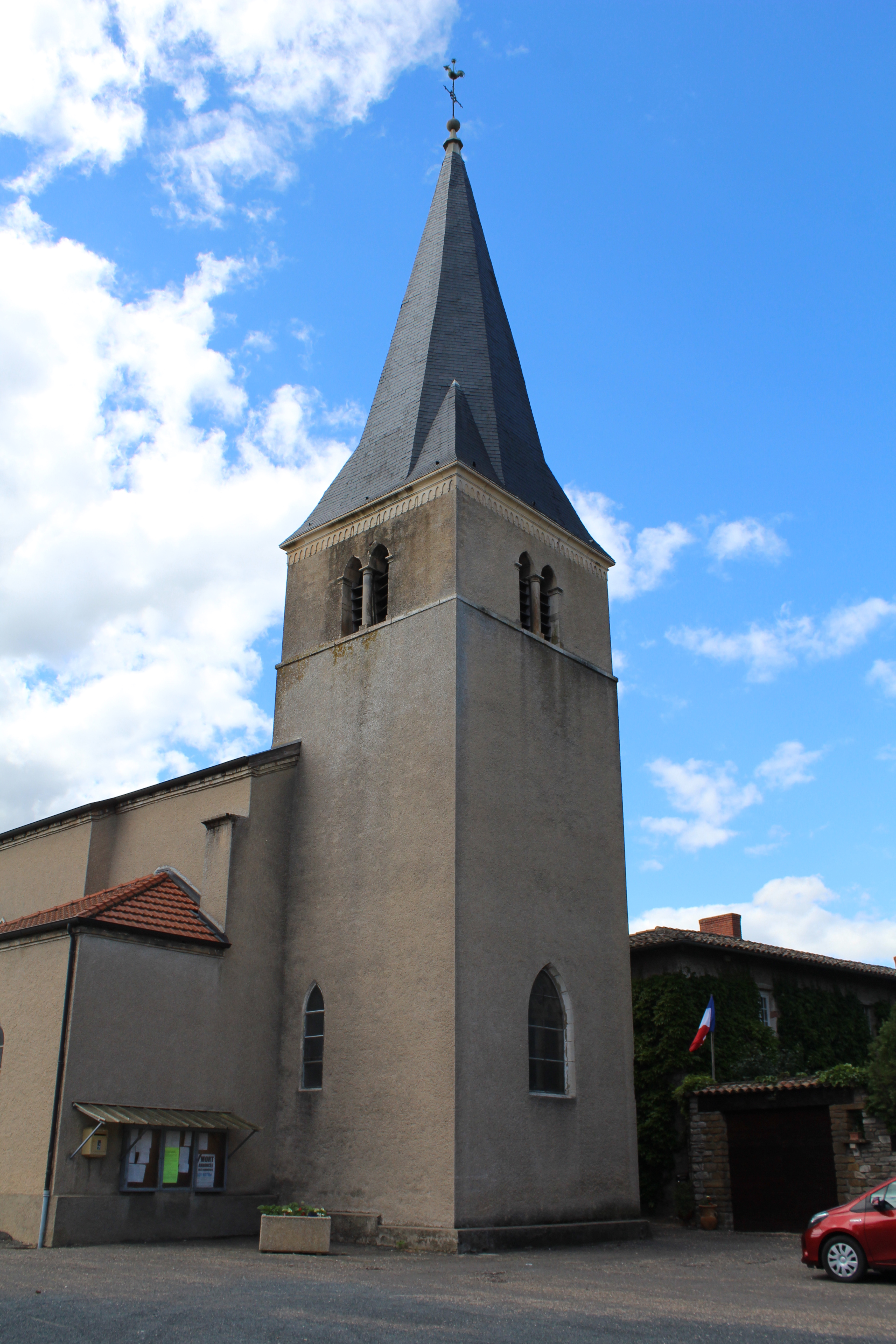
Kirche Saint-Martin
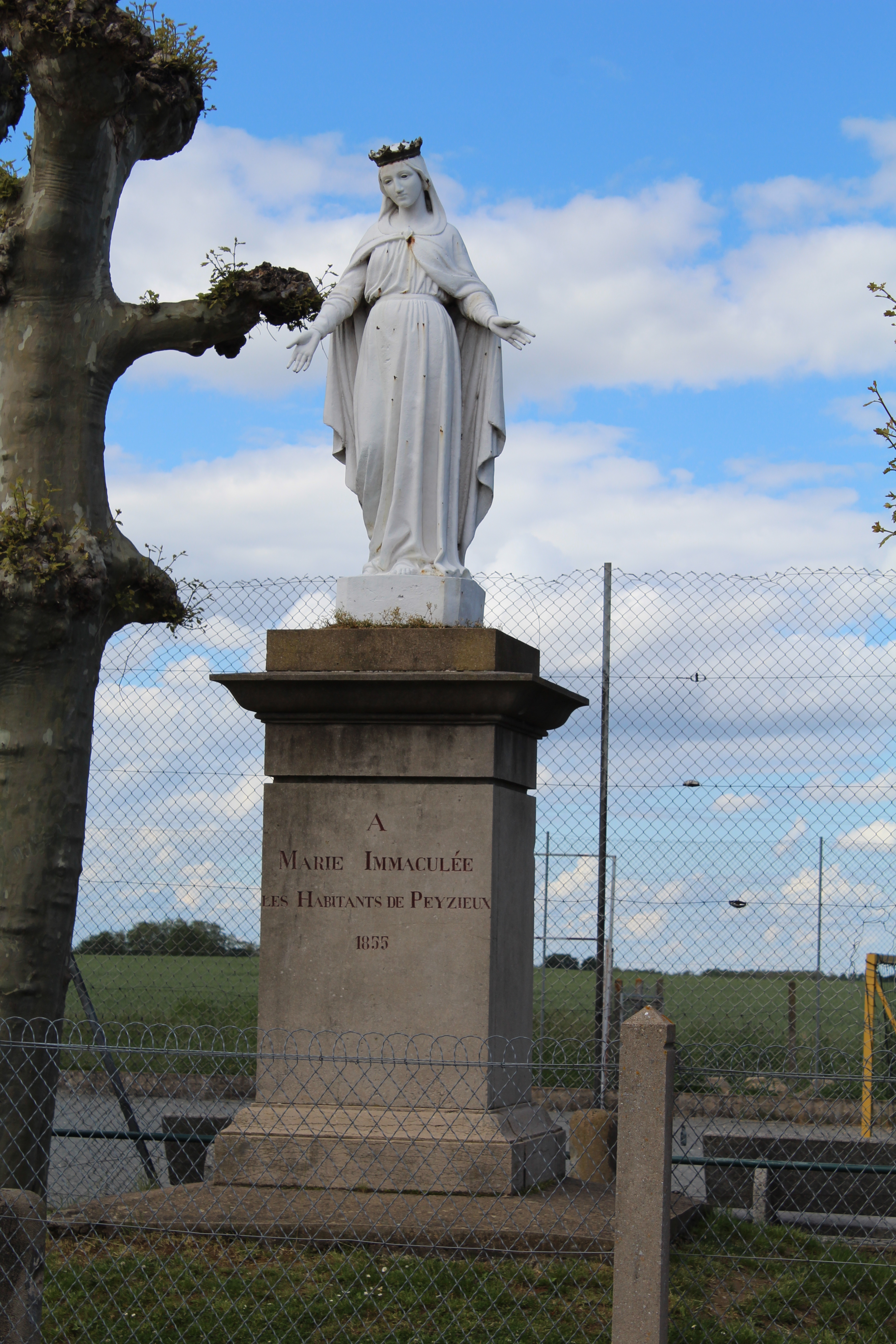
Marienstatue
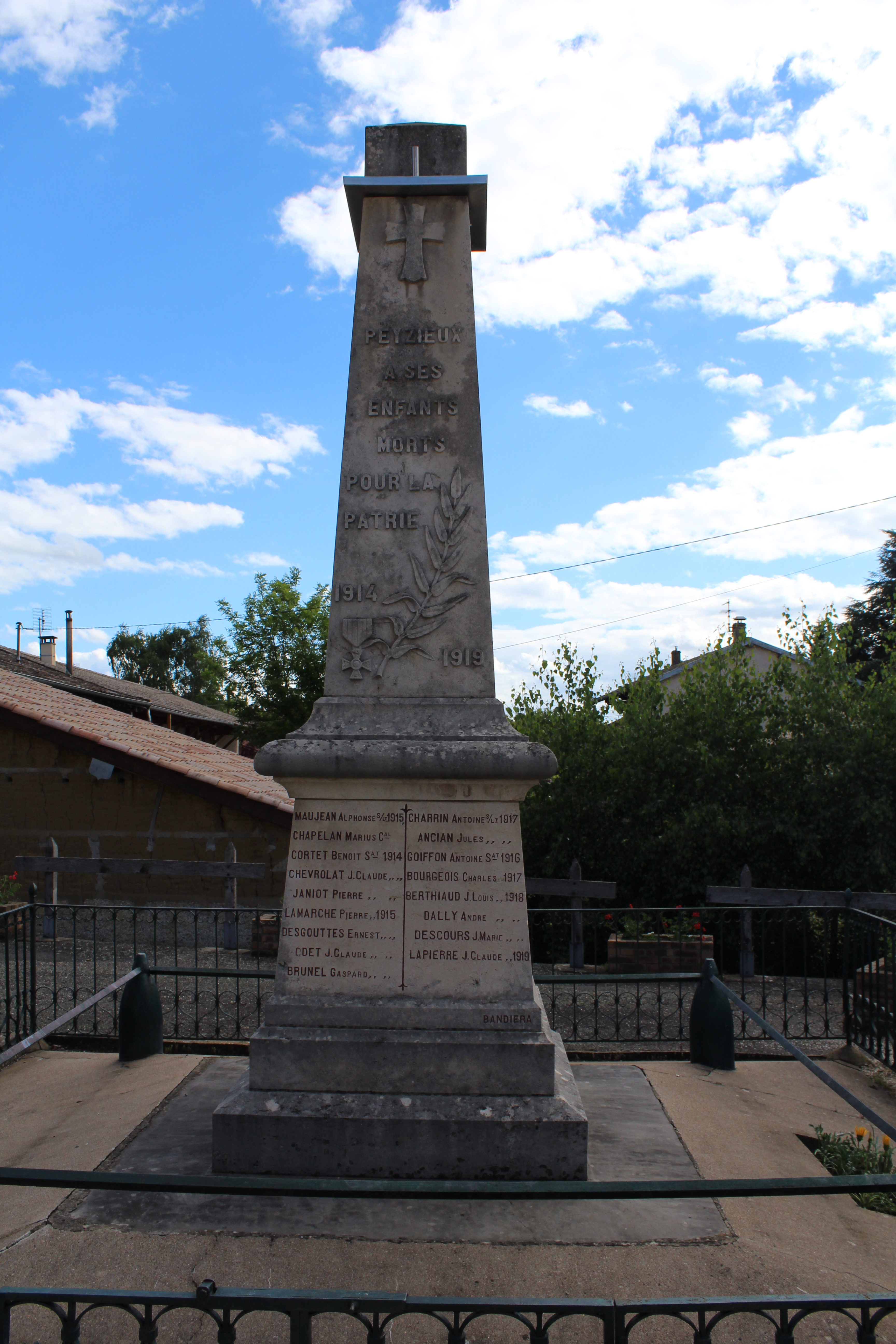
Gefallenendenkmal
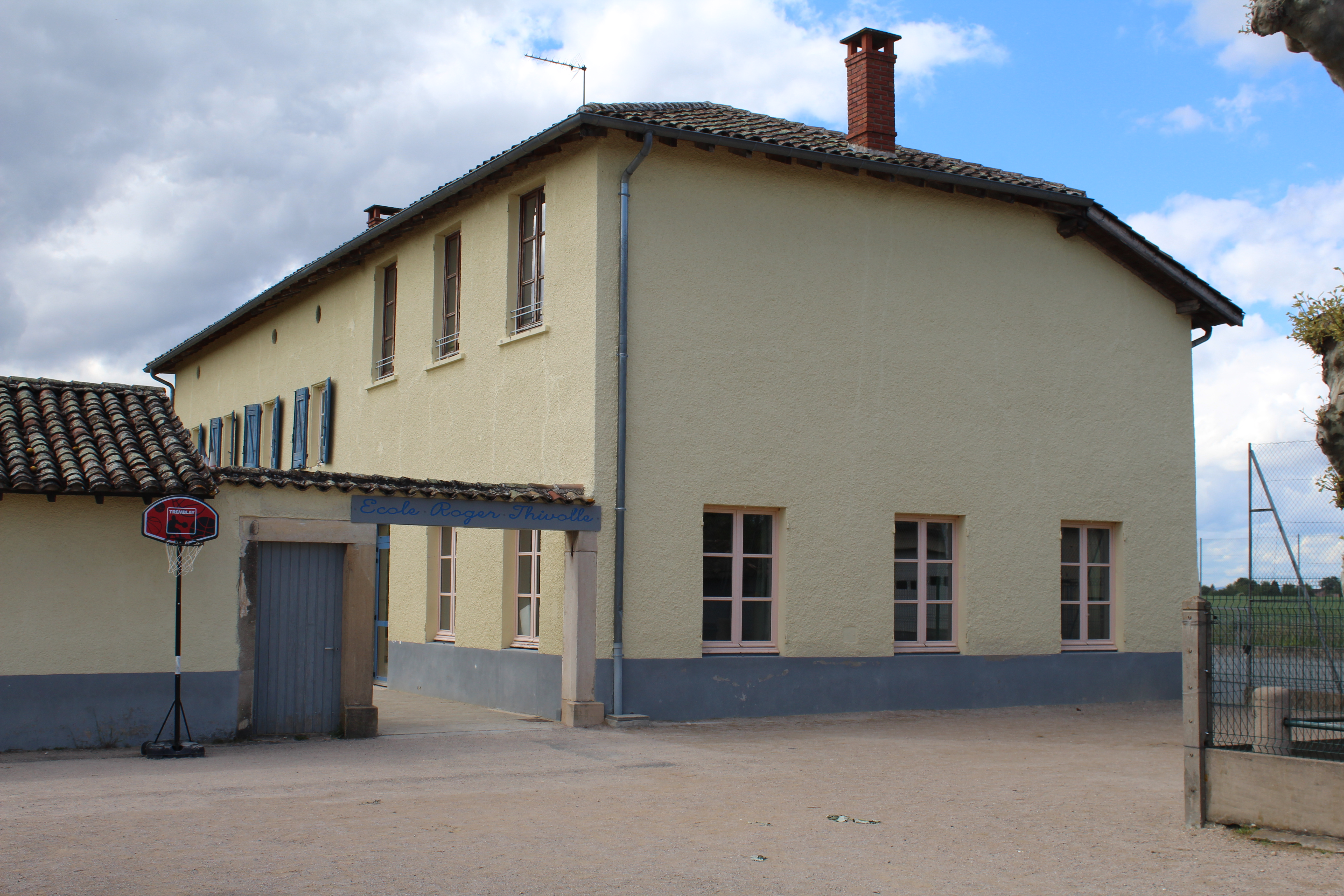
Schule „Roger Thivolle“
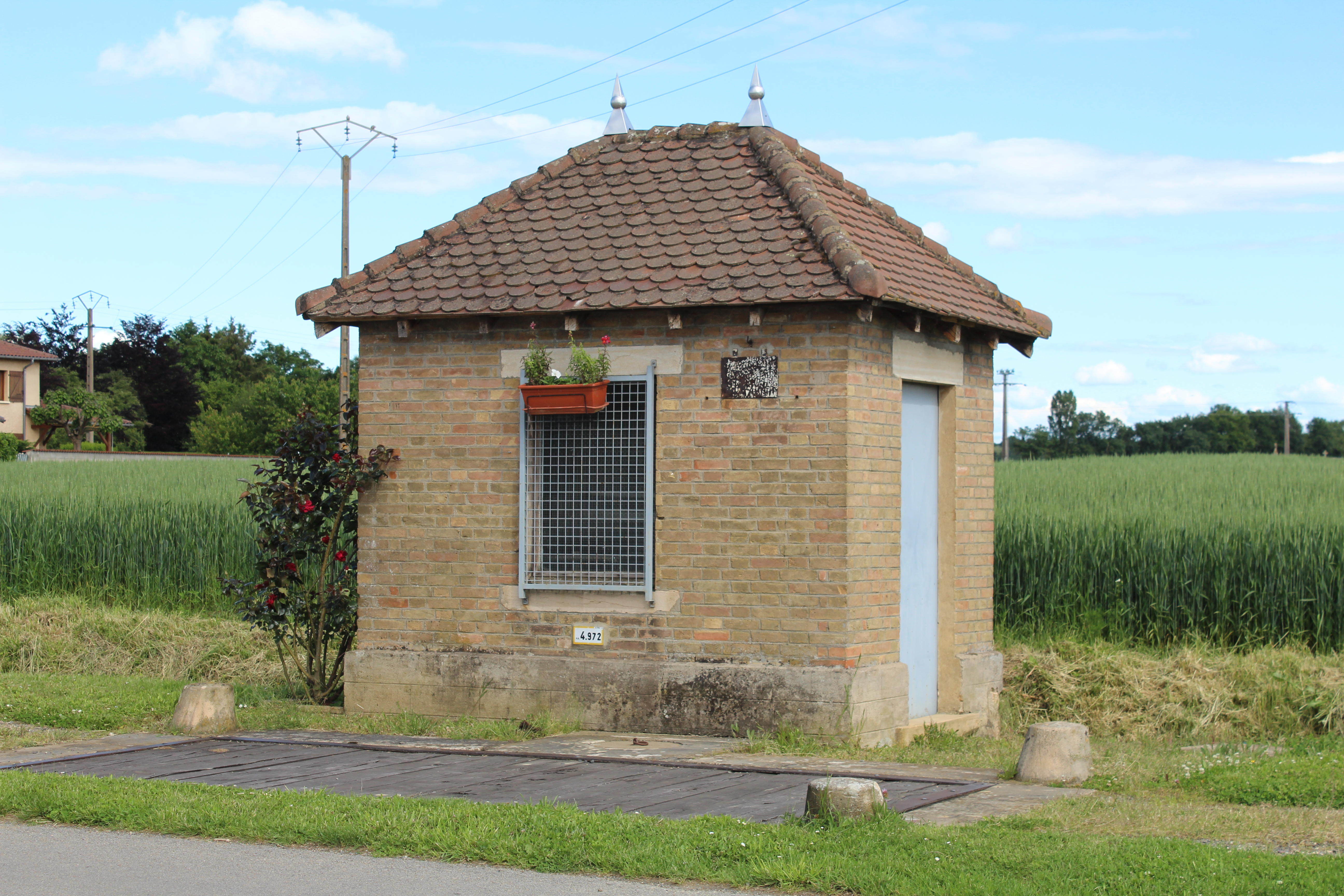
Ehemalige öffentliche Waage

- Kirche Saint-Martin
- Marienstatue
- Gefallenendenkmal
- Schule „Roger Thivolle“
- Ehemalige öffentliche Waage